# Drets del col·lectiu LGBT al Kirguizstan

Ubicació del Kirguizstan

Les persones lesbianes, gais, bisexuals i transsexuals (LGBT) al Kirguizstan s'enfronten a uns certs desafiaments legals i socials que no experimenten les persones heterosexuals cisgènere residents. L'activitat sexual entre homes i dones del mateix sexe és legal al Kirguizstan des de l'any 1998, però les parelles del mateix sexe i les llars encapçalades per parelles del mateix sexe no poden acollir-se a les mateixes proteccions legals que les parelles casades del sexe oposat.
Les persones LGBT solen ser objecte de discriminació i d'assetjament de manera freqüent al país. L'homofòbia està molt estesa al Kirguizstan i sol anar acompanyada de violència. El Kirguizstan ha estat descrit com un entorn cada vegada més hostil pel que fa als drets dels LGBT.

## Lleis relatives a les relacions sexuals entre persones del mateix sexe
Els actes sexuals consentits entre persones del mateix sexe són legals al Kirguizstan des de 1998.

## Reconeixement de les relacions entre persones del mateix sexe
El Kirguizstan no reconeix el matrimoni entre persones del mateix sexe ni les unions civils. Des de 2016, la Constitució del Kirguizstan prohibeix explícitament el matrimoni entre persones del mateix sexe.

## Identitat i expressió de gènere
Els transsexuals poden canviar de sexe legalment al Kirguizstan, però necessiten sotmetre's a una cirurgia de reassignació de sexe. La primera d'aquestes cirurgies es va realitzar en Bixkek el gener de 2014.
L'atenció de la salut de les persones transsexuals i no conformes amb el gènere està regulada per un manual, fet entre el Ministeri d'Educació, activistes transsexuals i ONG, que va ser aprovat en 2017, i formarà part del programa d'estudis dels professionals de la medicina.
| « | Art. 155 - Els canvis i modificacions en els registres civils es realitzen quan és necessari "canviar el nom, patronímic i cognom per canvi de sexe (dels hermafrodites) a partir d'una declaració emesa per la institució mèdica que va fer el canvi de sexe" | » |
| — Instrucció sobre les normes de registre dels actes de l'estat civil aprovada per l'Ordre del Servei Estatal de Registre del Govern Kirguís de 21 de juliol de 2011 | |   |

## Condicions de vida
La societat kirguís és socialment conservadora. L'homosexualitat tendeix a ser considerada com immoral o patològica. En conseqüència d'això, les persones LGBT senten la necessitat de romandre discrets al país i mantenir en secret la seva orientació sexual. Una enquesta duta a terme en 2017 per Indigo Kirguís, un grup local de defensa de LGBT, va destapar que el 84% del col·lectiu LGBT del país havien experimentat violència física i el 35% violència sexual.
Abans de la dècada de 2010, la ignorància sobre els drets del col·lectiu va donar lloc a un ambient una mica "liberal" i un refugi segur per ells, especialment en la capital, Bixkek. No obstant això, tot ha canviat a partir l'any 2014 quan el Govern va posar en marxa una sèrie de reformes jurídiques, inclosa una "llei de propaganda antihomosexual". Això ha donat lloc al fet que la comunitat LGBT s'hagi convertit en el centre d'atenció i a un augment de gairebé el 300% dels atacs contra persones LGBT.
L'únic bar gai de Bixkek, London, va haver de tancar en 2017.
Segons uns informes de 2018, els funcionaris policials han estat fent xantatge a les persones LGBT en els mitjans de comunicació social i en les pàgines web de cites, sol·licitant entre 5.000 i 30.000 soms.

### Activisme
Al Kirguizstan existeixen múltiples grups de LGBT, entre ells el Indigo Kirguís (en kirguís: Кыргыз Индиго) i Labrys (Лабрис), fundat en 2004. El personal de Labrys també imparteix formació a metges i psiquiatres sobre l'orientació sexual i la identitat de gènere.
El 8 de març de 2019, es va produir una marxa pacífica d'unes 400 persones en la capital, Bixkek. Encara que la marxa tenia la finalitat de commemorar el Dia Internacional de les Dones, en ella s'observava una forta inclinació cap a les qüestions relacionades amb el col·lectiu LGBT, que els mitjans de comunicació van denominar llavors "la primera marxa de l'orgull gai" del Kirguizstan. No obstant això, l'esdeveniment va suscitar una forta controvèrsia, especialment per part dels membres del Parlament, que van amenaçar de mort als participants. La diputada Jyldyz Musabekova va escriure en Facebook que "els homes que no volen tenir fills i les noies que no volen servir el te... no sols han de ser insultats, sinó també colpejats". Ella va ser ràpidament condemnada per altres diputats.
Els grups de drets humans i els organitzadors van defensar la marxa i la presència de les banderes arc de Sant Martí LGBT. Bektour Iskender, fundador del popular lloc web de notícies Kloop i participant en la marxa, va dir: "Crec que és molt bo que la comunitat LGBT hagi participat en la marxa, perquè això també està relacionat amb els drets de les dones si parlem de les lesbianes i les nenes transsexuals que s'enfronten a una tremenda violència al Kirguizstan". Els activistes LGBT van descriure l'esdeveniment com "un punt d'inflexió".

### Llibertat d'expressió
En 2014, es va presentar un projecte de llei al Parlament de prohibir la "propaganda antihomosexual" similar a la llei russa contra la propaganda homosexual. Aquesta llei criminalitzaria la creació "d'una actitud positiva cap a les relacions sexuals no tradicionals, utilitzant els mitjans de comunicació o les xarxes d'informació i telecomunicacions". El 15 d'octubre, el projecte de llei va passar la seva primera lectura, en una votació de 79-7. Ha rebut una àmplia oposició internacional, i ha estat retardat diverses vegades. En 2016, va passar la seva segona lectura. Ara s'espera una tercera lectura final.

## Taula de resum
| Activitat sexual legal amb el mateix sexe                     | (Des de 1998)                             |
| Mateixa edat de consentiment                                  | (Des de 1998)                             |
| Lleis antidiscriminació a la feina                            | No                                        |
| Lleis antidiscriminació en la prestació de béns i serveis     | No                                        |
| Matrimoni del mateix sexe                                     | No                                        |
| Lleis antidiscriminació en el discurs de l'odi i la violència | (Prohibit constitucionalment des de 2016) |
| Reconeixement de les parelles del mateix sexe                 | No                                        |
| Adopció de fillastres per parelles del mateix sexe            | No                                        |
| Adopció conjunta per parelles del mateix sexe                 | No                                        |
| Prestació de servei militar per gais i lesbianes              | No                                        |
| Dret legal a canviar de gènere                                | (Requereix cirurgia)                      |
| Accés a la fecundació in vitro per lesbianes                  | No                                        |
| Subrogació comercial per a parelles d'homes homosexuals       | No                                        |
| Permís per donar sang als MSMs                                | No                                        |